# Dafna Dekel

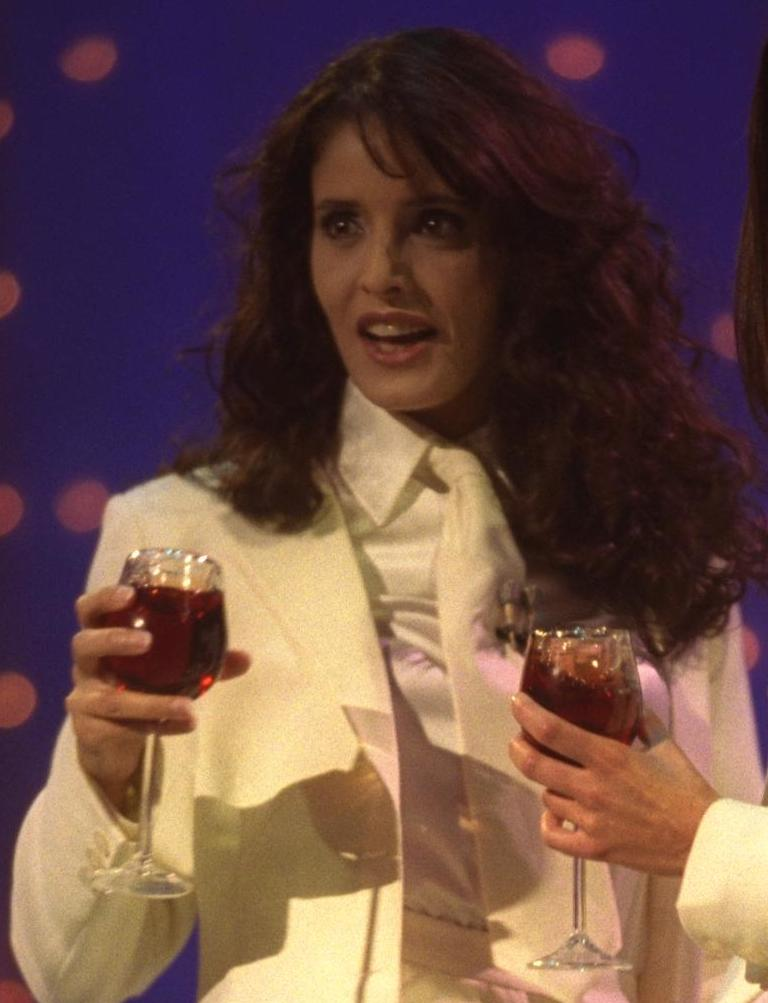
Dafna Dekel, 1999

Dafna Dekel (hebräisch דפנה דקל; * 7. Mai 1966 in Aschdod) ist eine israelische Sängerin und Schauspielerin.

## Leben
Dekel wurde 1966 in Aschdod im Süden Israels geboren und diente in den Achtzigern in der Nachal-Brigade der israelischen Streitkräfte, wo sie der "Nachal Musik-Band" angehörte.
Nach ihrer Entlassung spielte Dekel im Musical Salah Shabati mit, das im Andenken an den 40. Jahrestag der Unabhängigkeit Israels produziert wurde. 1989 veröffentlichte sie ihr erstes Album.
1992 vertrat Dafna Dekel ihr Heimatland beim Eurovision Song Contest in Malmö, wo sie mit dem Lied Ze rak sport (Es ist nur Sport) den sechsten Platz belegte. Danach war sie bis 1995 Stammgast in der Show Pilei Kaim.
1999 moderierte sie den Eurovision Song Contest in Jerusalem.
2001 spielte Dekel im Musical Shilgiya mit, für das sie die Lieder komponierte. Später trat sie in der Serie Agadat Deshe auf.
2017 erschien mit Ha'osef ein neues Album von Dekel.